# Gheorghe Vergil Șerbu
Gheorghe Vergil Șerbu (n. 29 martie 1949, Galați) este un senator român în legislatura 2004-2008 ales în județul Constanța pe listele partidului PNL.
1. ↑  Deputații în Parlamentul European